# Esterri de Cardós
Esterri de Cardós è un comune spagnolo di 72 abitanti situato nella comunità autonoma della Catalogna.